# 肝肿大
肝肿大是指病人肝臟出現肿大的狀況。 它是一种醫學徵象，病因很多，基本上造成肝肿大的原因有感染、肝癌以及代謝疾病。 病人肝肿大時可能還会出現其他症状，例如体重减轻、食欲不振和嗜睡。 